# Стоун-Лейк (Вісконсин)
Стоун-Лейк (англ. Stone Lake) — місто (англ. town) в США, в окрузі Вошберн штату Вісконсин. Населення — 515 осіб (2020).

## Демографія
Згідно з переписом 2010 року, у місті мешкало 508 осіб у 218 домогосподарствах у складі 147 родин. Було 400 помешкань
Расовий склад населення:
| - 96,7 % — білих - 0,4 % — чорних або афроамериканців - 0,2 % — корінних американців - 0,2 % — азіатів |

До двох чи більше рас належало 2,4 %. Частка іспаномовних становила 0,4 % від усіх жителів.
За віковим діапазоном населення розподілялося таким чином: 20,5 % — особи молодші 18 років, 55,9 % — особи у віці 18—64 років, 23,6 % — особи у віці 65 років та старші. Медіана віку мешканця становила 48,5 року. На 100 осіб жіночої статі у місті припадало 113,4 чоловіків;  на 100 жінок у віці від 18 років та старших — 110,4 чоловіків також старших 18 років.
Середній дохід на одне домашнє господарство  становив 62 076 доларів США (медіана — 57 222), а середній дохід на одну сім'ю — 72 040 доларів (медіана — 74 792). Медіана доходів становила 50 417 доларів для чоловіків та 36 141 долар для жінок. За межею бідності перебувало 11,9 % осіб, у тому числі 14,6 % дітей у віці до 18 років та 6,5 % осіб у віці 65 років та старших.
Цивільне працевлаштоване населення становило 214 осіб. Основні галузі зайнятості: освіта, охорона здоров'я та соціальна допомога — 15,4 %, публічна адміністрація — 13,6 %, будівництво — 11,7 %, виробництво — 11,2 %.